# Osynliga länkar
Osynliga länkar är en novellsamling av Selma Lagerlöf, utgiven 1894. Samlingen innebar ett mer definitivt genombrott än debutverket Gösta Berlings saga, som utkommit tre år tidigare.

## Innehåll
- En julgäst
- En historia från Halstanäs
- Den förste i förste år nittonhundra
- De fågelfrie
- Stenkumlet
- Reors saga
- Gudsfreden
- Valdemar Atterdag brandskattar Visby
- Tale Thott
- Mamsell Fredrika
- En fiskarhustrus roman
- Mors porträtt
- En fallen kung
- Morbror Ruben
- Gravskriften
- Bröderna
- Romarblod
- I Vineta
- Dunungen
- Bland klängrosorna